# Stenospermation flavescens
Stenospermation flavescens — вид квіткових рослин із родини кліщинцевих (Araceae), роду Stenospermation. Це ліана, рідним ареалом якої є Перу, зх. Болівія.